# Apache Jicarilla
I Jicarilla sono un popolo Apache.
Il termine deriva dalla parola spagnola che significa "piccolo canestro" e che si riferiva alle coppe per bere intrecciate a spirale usate da questo popolo Apache.
I Jicarilla, il cui numero oggi ammonta da 1.500 a 2.000 individui, vivono in una riserva di 750.000 acri situata sulle montagne del Nuovo Messico settentrionale.

## Miti e leggende
L'antropologo Malinowski definì il mito come una realtà vissuta, accaduta in tempi primordiali e che perdura tanto da influenzare il mondo e i destini umani.
Tra i Jicarilla, così come in tutte le etnie indiane, non esistono fratture tra i vari aspetti del comportamento umano, anzi vi è una correlazione fra religione, arte, scienza, politica. Il mito è necessario proprio come collante culturale, quando descrive le origini del mondo, dei riti sacri, delle arti, e delle attività quotidiane. Quindi i miti fondamentali riguardano il tema della creazione, la nascita della conoscenza, i fenomeni del cielo e gli eventi naturali (stagioni, notti, giorni, piogge, ecc.), la morte e l'aldilà.
Uno dei temi più diffusi nel mito della creazione è rappresentato dall'emersione dalle profondità della terra. Nel racconto "Figli della Terra", ideato dagli Jicarilla, viene descritta la loro genesi. La terra partorisce gli esseri viventi che fino a quel momento erano rimasti al suo interno, rispettando la doppia funzione di madre procreatrice e di madre della fertilità del suolo.